# بانکوک بانک

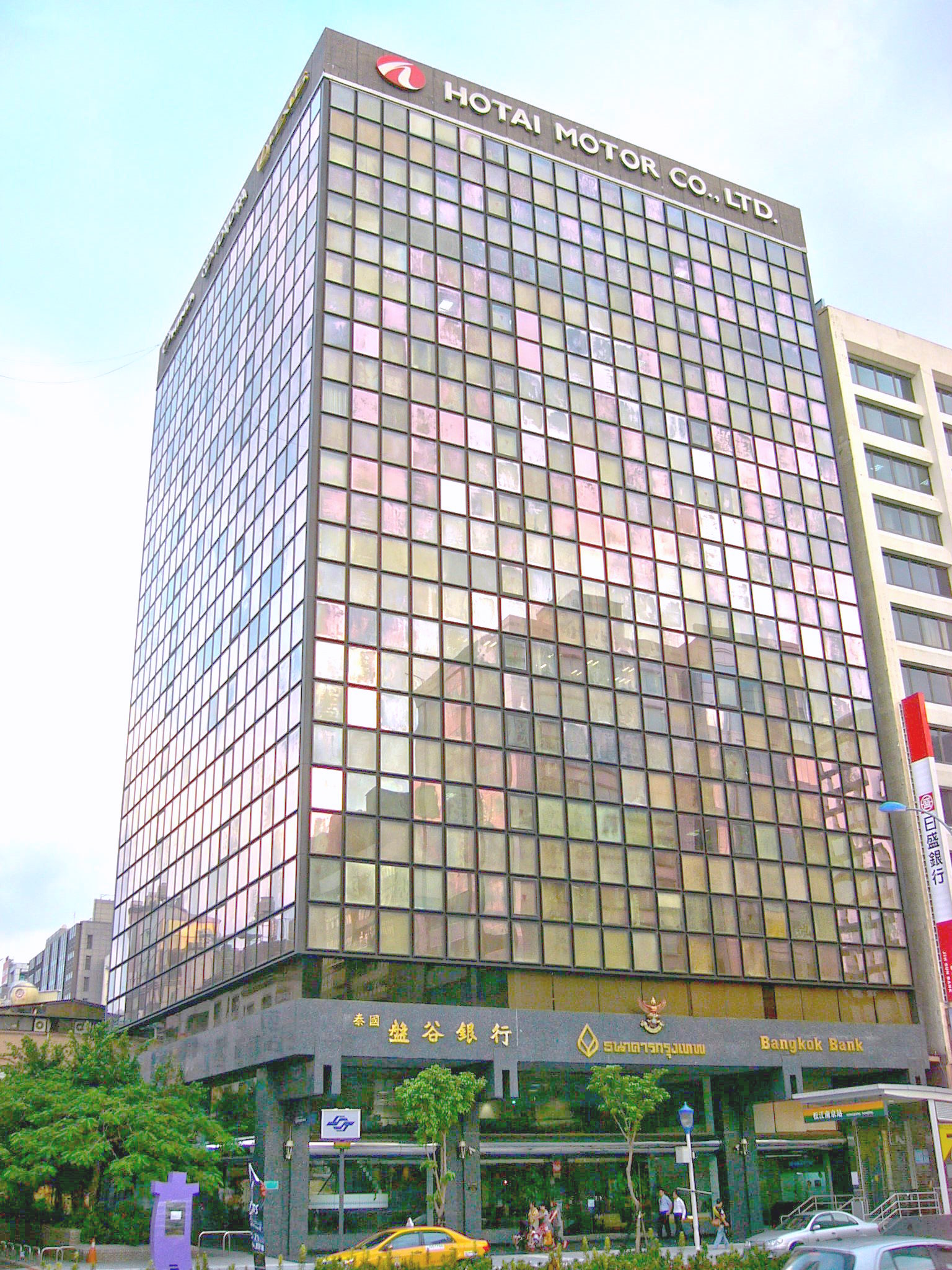
شعبه‌ای از بانکوک بانک در تایپه

بانکوک بانک (به انگلیسی: Bangkok Bank) بزرگترین بانک تایلندی است، که تمرکز اصلی آن در زمینه ارائه خدمات بانکداری خرد، بانکداری اختصاصی، بانکداری شرکتی و بانکداری سرمایه‌گذاری معطوف می‌باشد.
بانکوک بانک در سال ۱۹۴۴ توسط شین سوفونپانیچ راه‌اندازی شد و در حال حاضر دارای شبکه‌ای گسترده‌ای از ۱٫۲۳۸ شعبه بانک، با بیش از ۱۸ میلیون مشترک در آسیای جنوب شرقی می‌باشد.
شعبه مرکزی این بانک در شهر بانکوک، تایلند قرار دارد و بخشی از سهام آن در بازار بورس اوراق بهادار تایلند معامله می‌شود.